# ¿Dónde estás corazón?
Singles de Shakira
Estoy Aquí
(1995) Pies descalzos, sueños blancos
(1996)
¿Dónde Estás Corazón? (en français : Où es-tu, amour ?) est une chanson interprétée et écrite par Shakira, initialement sortie en single en 1995.

## Informations sur la chanson
Cette chanson apparaît sur une compilation appelée Nuestro Rock (Our Rock), sortie dans son pays natal, la Colombie. Cette chanson s'est avéré être le seul hit de l'album, et un clip a été tourné pour la chanson, dirigé par Oscar Azula et Julian Torres. Cela signifiait sa percée en Colombie. En raison du succès de cette chanson, Sony Music lui a donné la possibilité d'enregistrer et sortir un nouvel album. La chanson a été incluse à l'album Pies Descalzos, et fut le cinquième single lors de la réédition en 1996 en Amérique latine. La chanson a été remixée sur The Remixes (1997) et se retrouve sur le CD des grands succès de Shakira Grandes Exitos (2002).

## Clips
Le premier clip a été réalisé par Oscar Azula et Julian Torres. Cette vidéo, d'abord en noir et blanc, montre Shakira interprétant la chanson, et progressivement, elle danse en couleur avec une robe d'argent. La vidéo a été créée en Colombie.
L'autre clip, réalisé par Gustavo Garzón, montre diverses photos détenues par Shakira, assise dans un fauteuil rouge, chantant sous la pluie, et différentes scènes avec d'autres personnes.